# Landtagswahl in Thüringen 1946
- SED: 50
- VdgB: 3
- LDP: 28
- CDU: 19

- Regierung: 100
- Opposition: 0

Die Landtagswahl in Thüringen am 20. Oktober 1946 war die einzige Landtagswahl auf dem Gebiet Thüringens bis 1990, die den Anschein hatte, frei, allgemein und geheim – also demokratisch zu sein.
Die Sozialistische Einheitspartei Deutschlands (SED) verfehlte knapp die absolute Mehrheit um einen Sitz.

## Detailergebnis
Das amtliche Wahlergebnis lautete wie folgt:
- Wahlberechtigte: 1.986.081
- Wähler: 1.737.786	 (Wahlbeteiligung: 87,5 %)
- Ungültige Stimmen: 75.927

| Partei | Stimmen | Anteil in % | Sitze |
| ------ | ------- | ----------- | ----- |
| SED    | 818.967 | 49,3        | 50    |
| LDP    | 472.959 | 28,5        | 28    |
| CDU    | 314.742 | 18,9        | 19    |
| VdgB   | 55.191  | 3,3         | 3     |

## Folgen
Nach der Wahl wurde eine Allparteienregierung unter Rudolf Paul, SED, gebildet. Am 7. Oktober 1947 folgte ihm Werner Eggerath, ebenfalls SED, nach.